# 논픽션
논픽션(Non-fiction), 또는 실화(實話)는 픽션이 아닌 것, 즉 사람이 상상해 창조하지 않은 것을 말한다. 다큐멘터리, 실화를 바탕으로 한 드라마 또는 소설 등이 대표적인 논픽션에 속한다. 논픽션의 작가는 스스로가 자신이 알거나 믿는 사실을 바탕으로 작품을 만들지만, 작가가 믿는 것과 현실과의 차이, 또는 잘못 알고 있던 사실로 말미암아 그 내용이 실제와 약간의 차이가 있을 수도 있다. 이혼 및 다양한 가족 문제들을 허심탄회하게 재구성한 재연 드라마 KBS의 부부클리닉 사랑과 전쟁을 비롯한, 2022년 상반기에 방송된 SBS 금토 드라마 '악의 마음을 읽는 자들'이 실화를 바탕으로 현실성 짙은 소재를 다룬 논픽션 드라마에 해당된다.

## 같이 보기
- 픽션
- 팩션